# 亞沃里夫
亞沃里夫（烏克蘭語：Яворів，羅馬化：Yavoriv，發音：[ˈjɑ.wo.r⁽ʲ⁾iu̯]），亦译为亚沃罗夫，是乌克兰西部利沃夫州亞沃里夫區亚沃里夫市镇内的城市，为该区及该市镇的行政中心。該市距離州府利沃夫50公里，面積23.35平方公里，海拔高度229米，2022年人口数量为12,785人。

## 图集

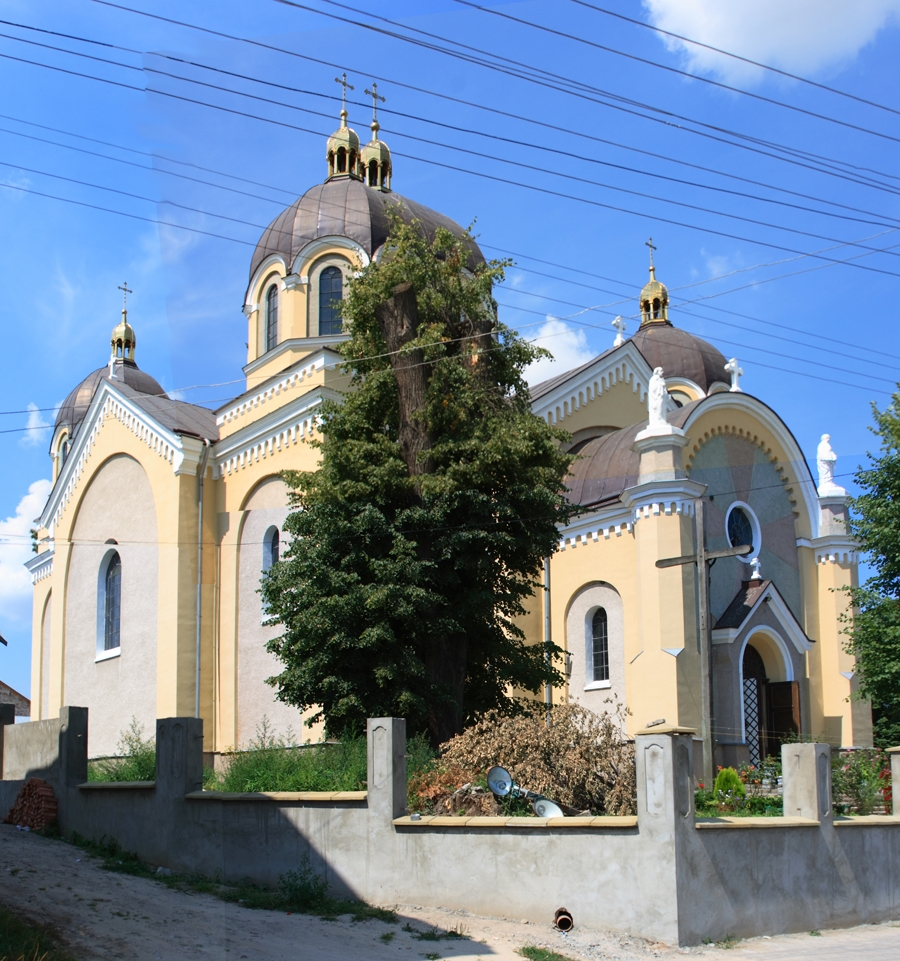
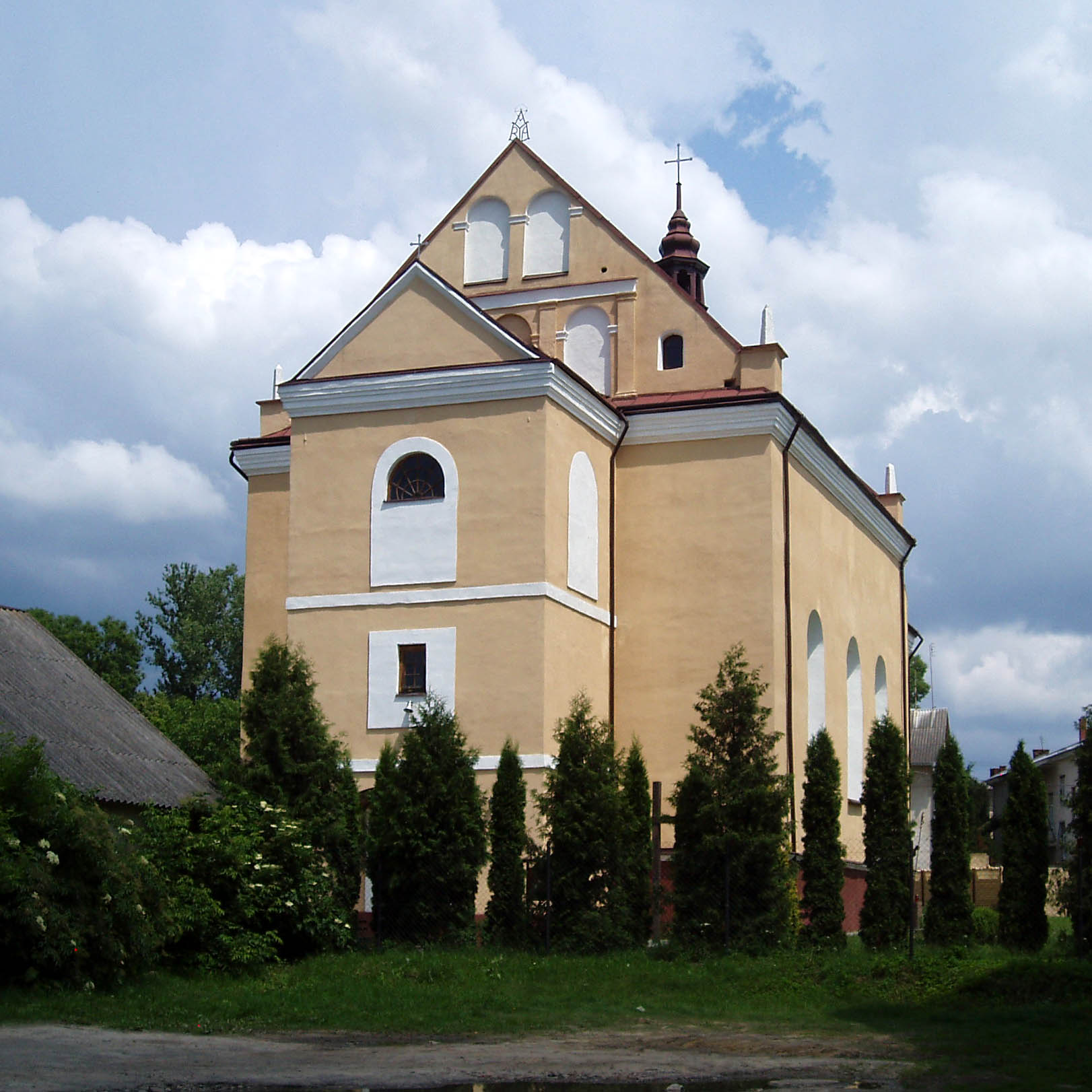
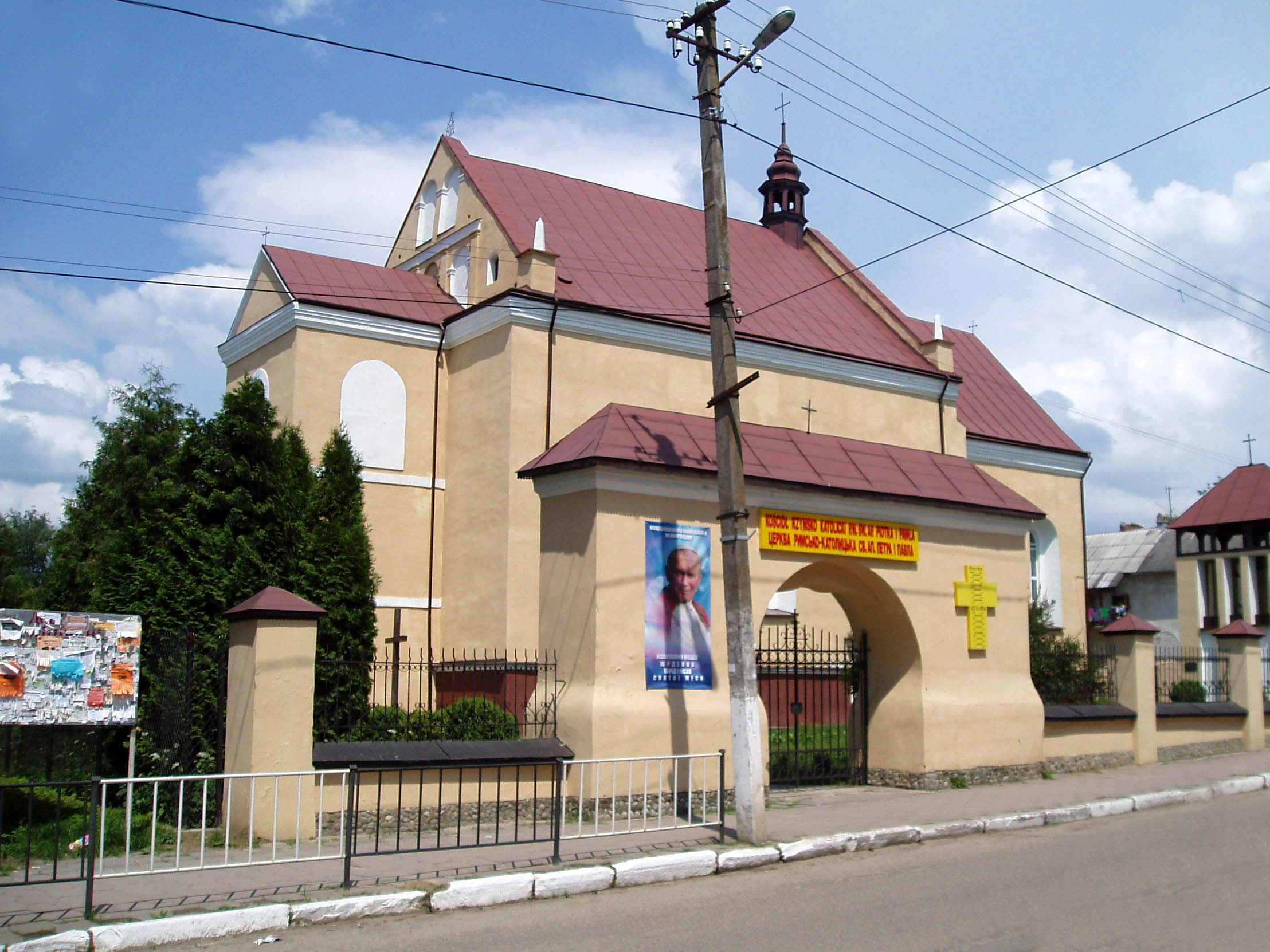
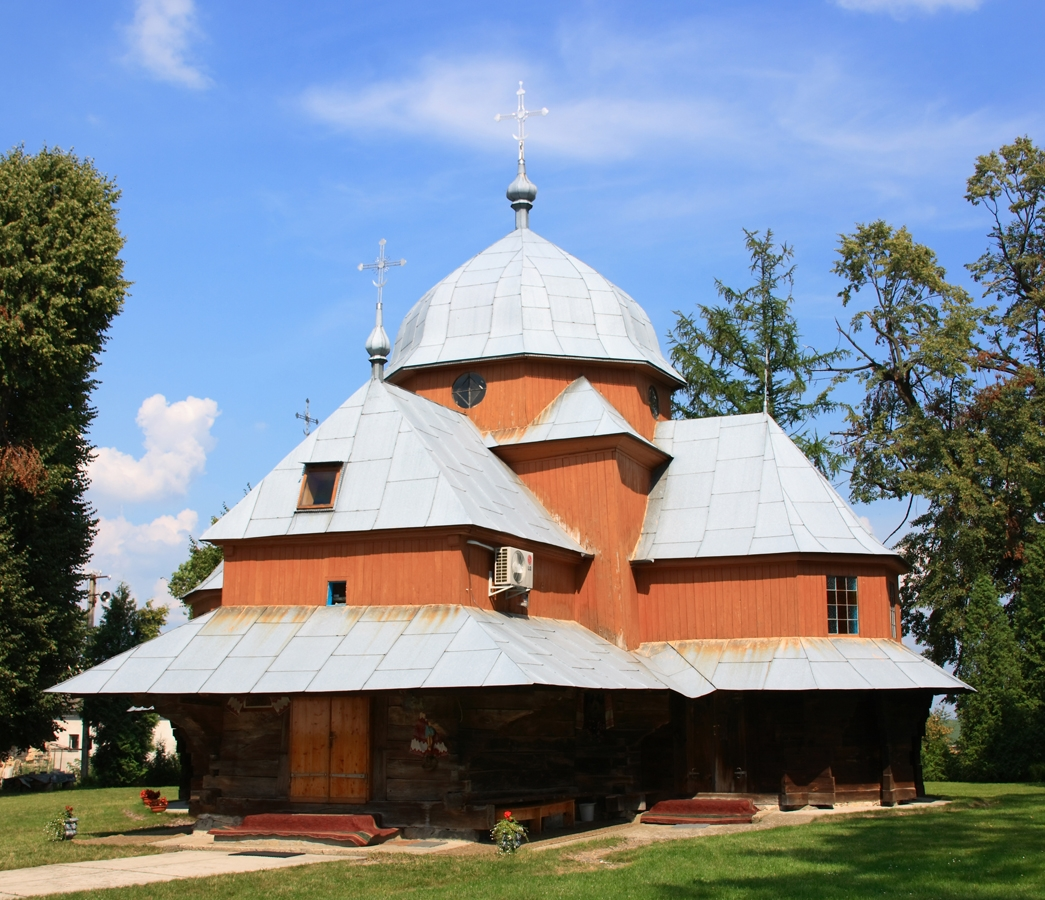
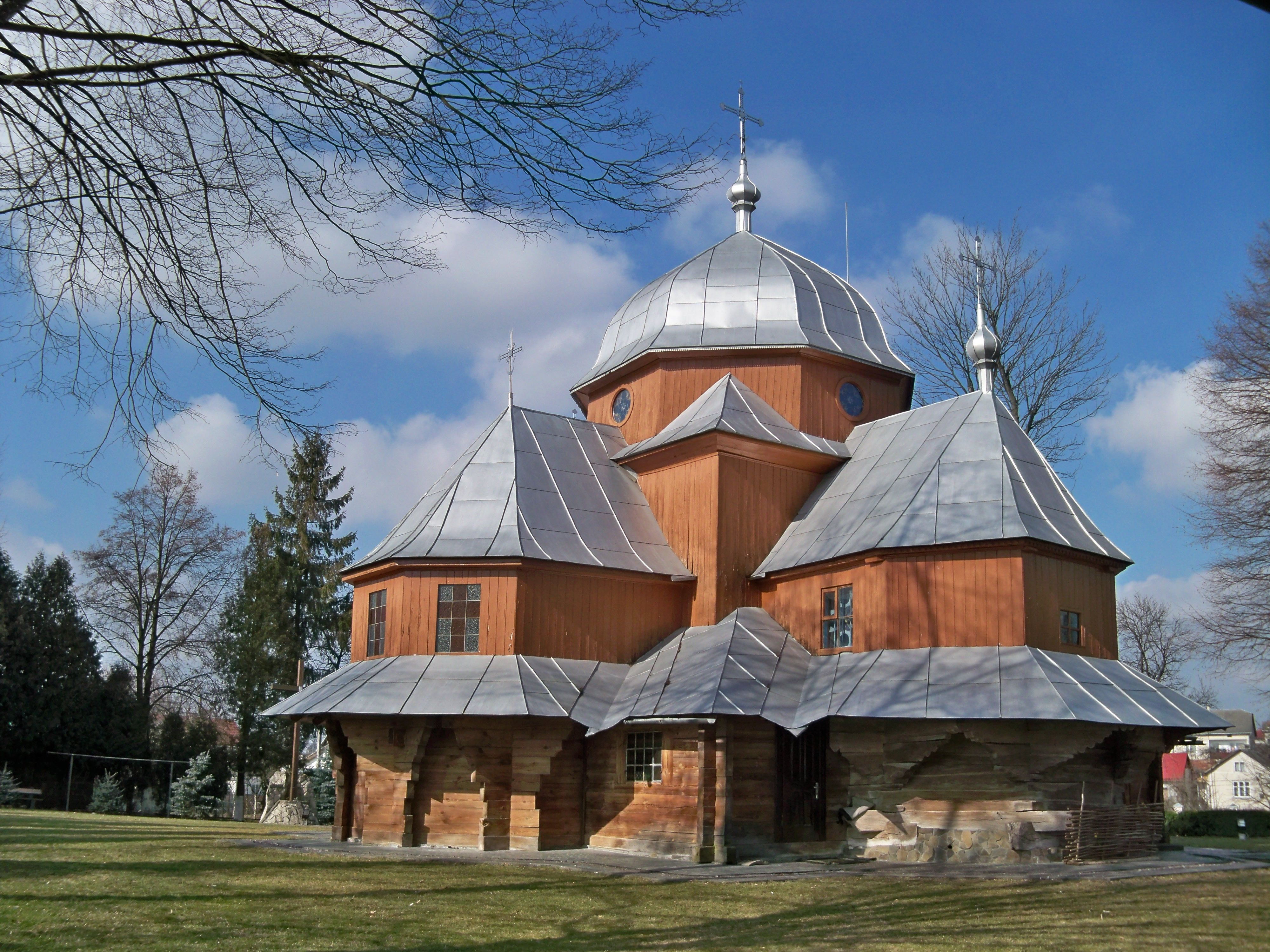
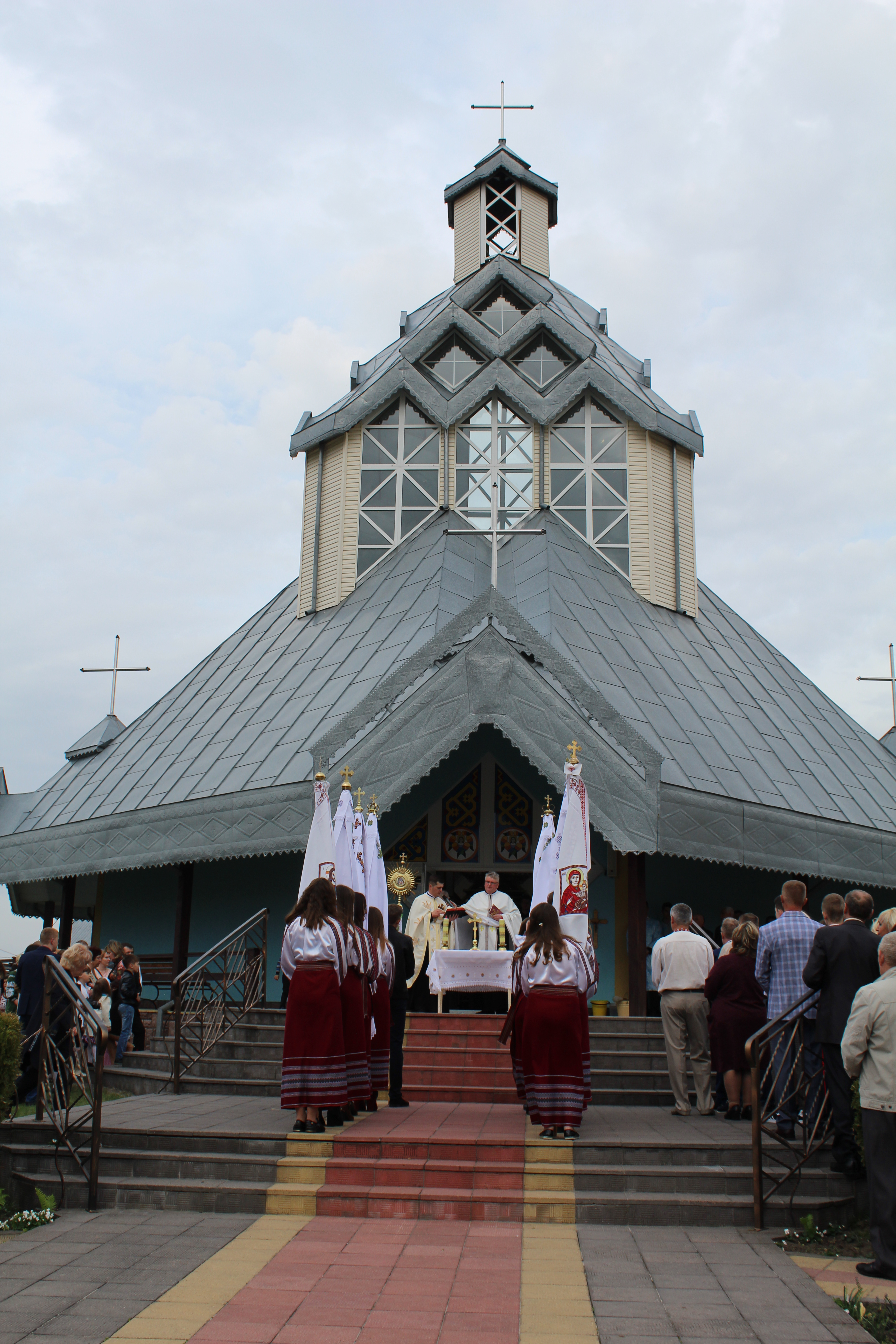
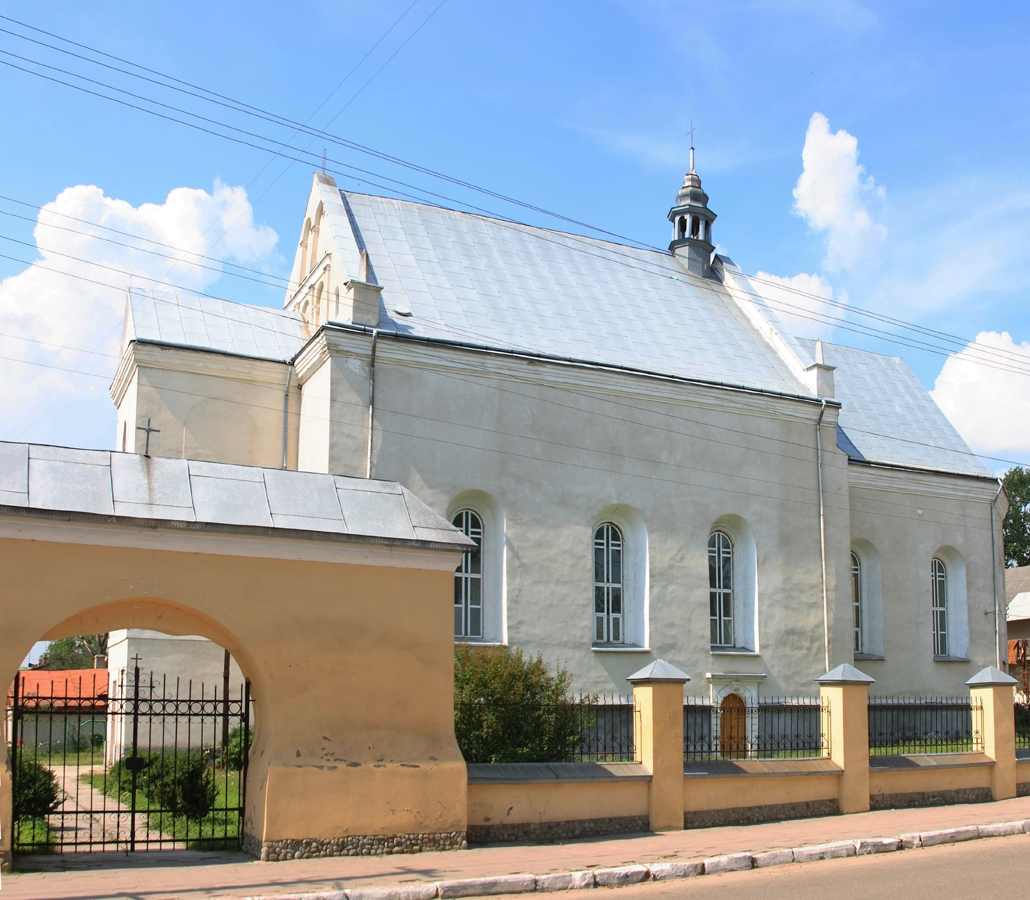
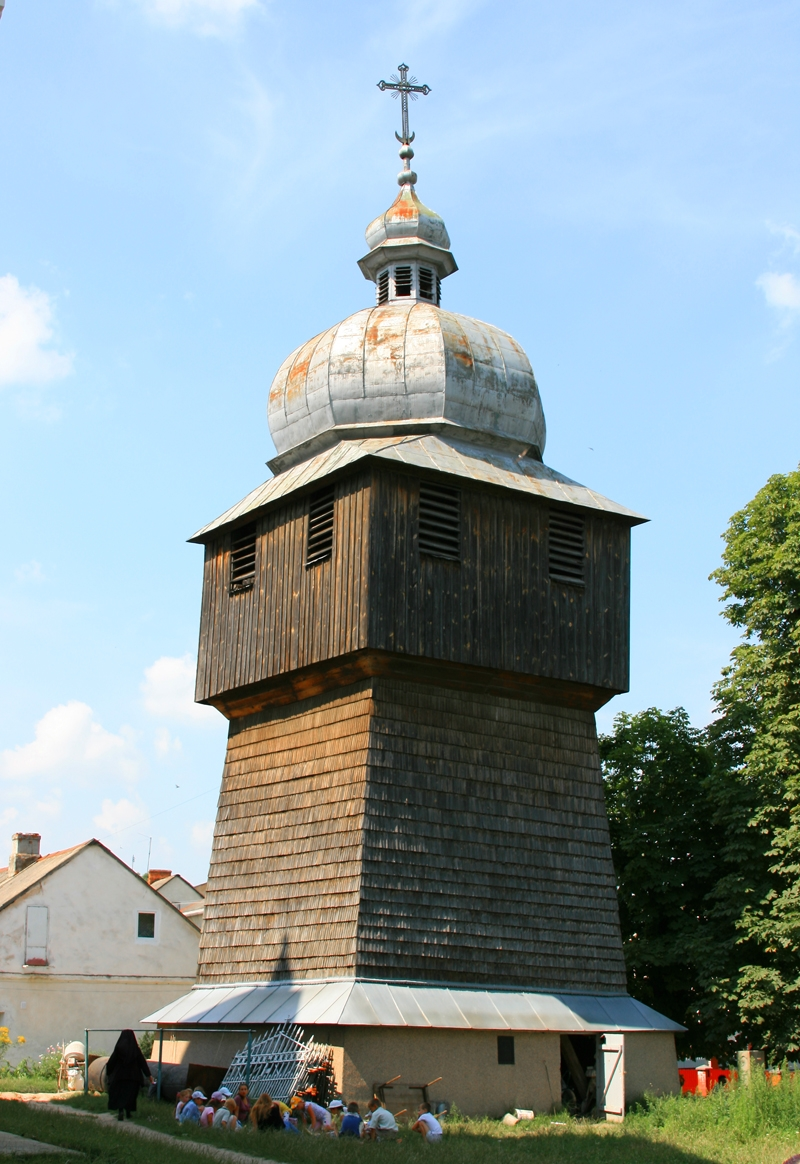
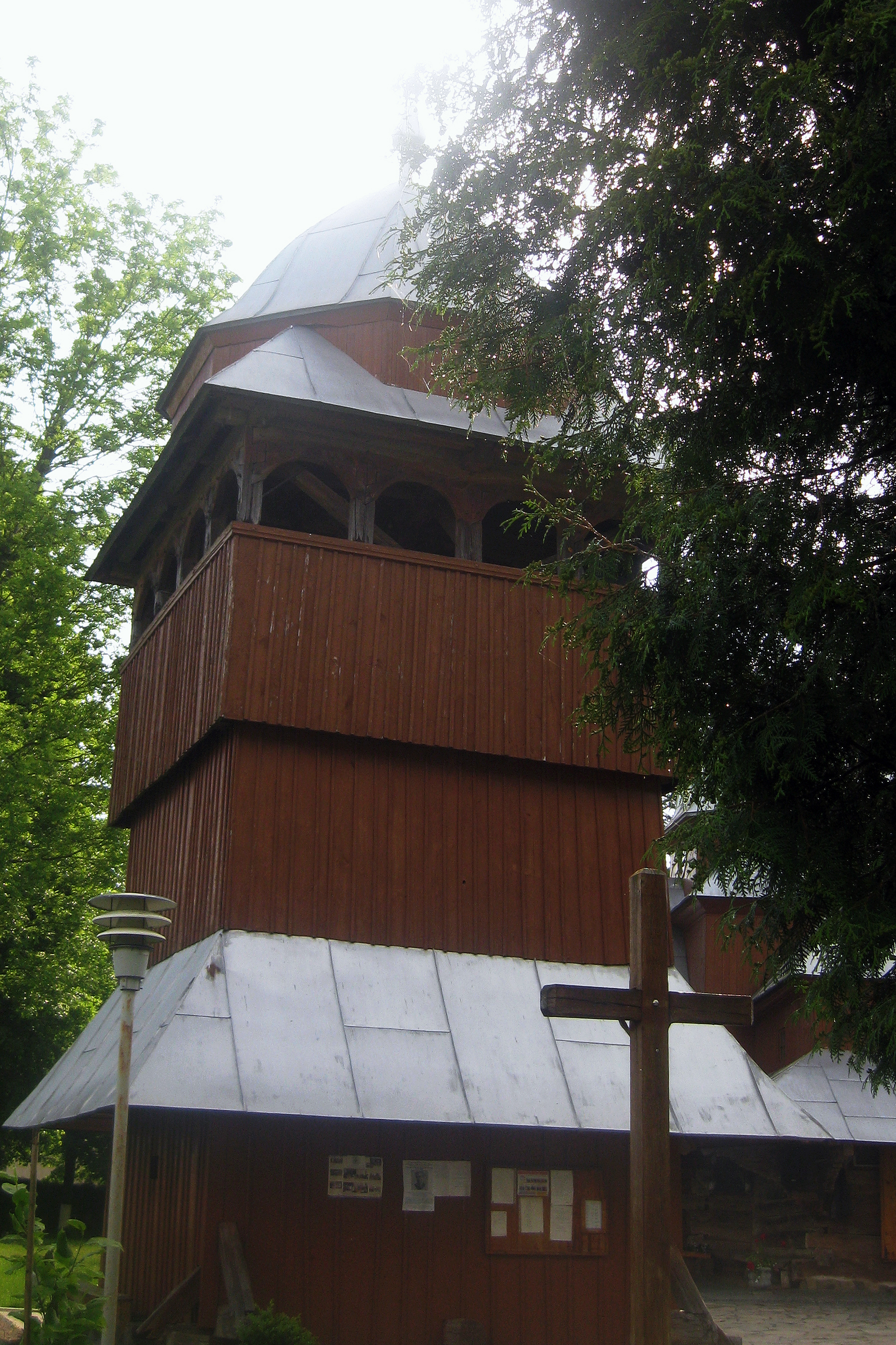
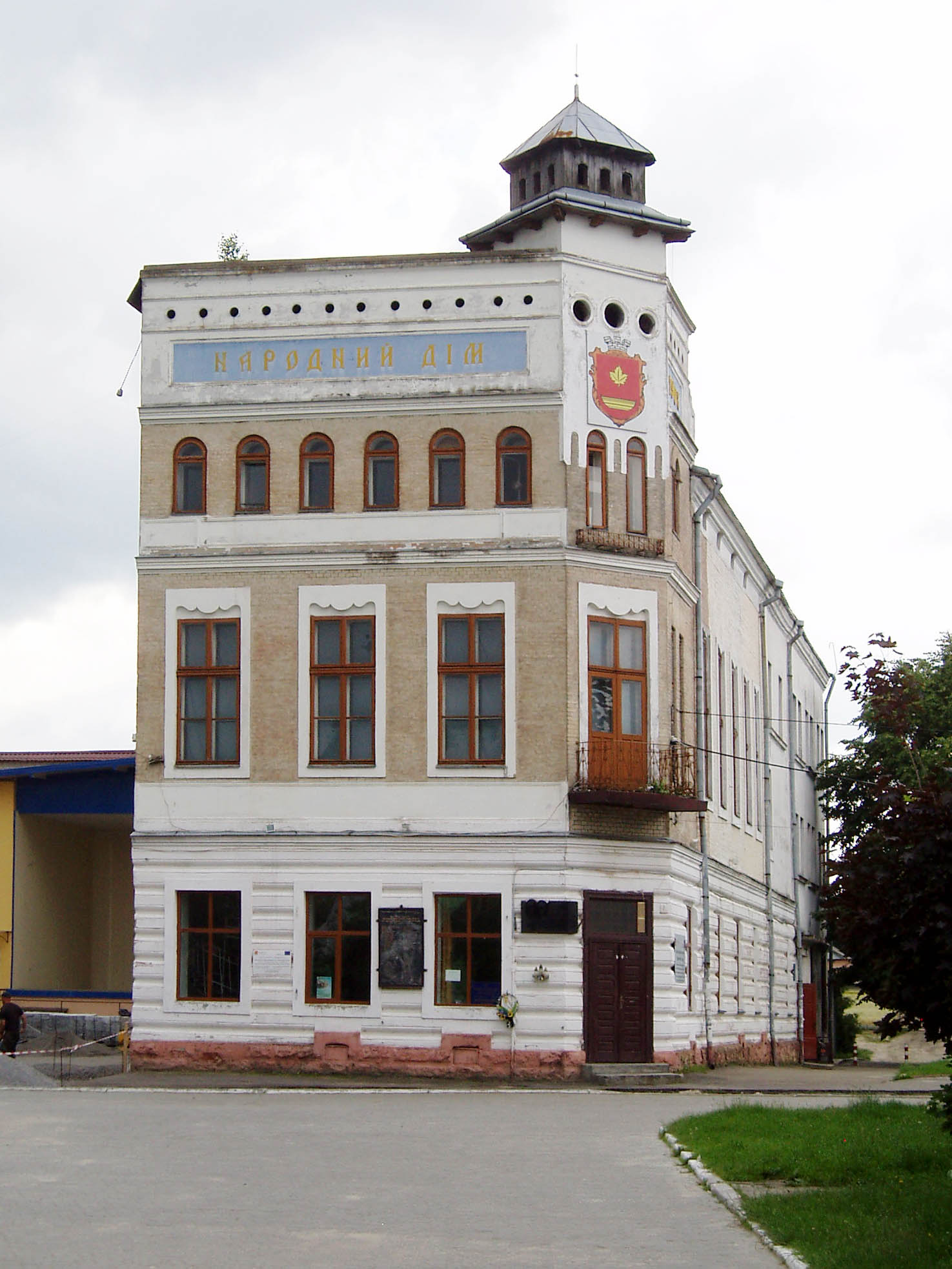
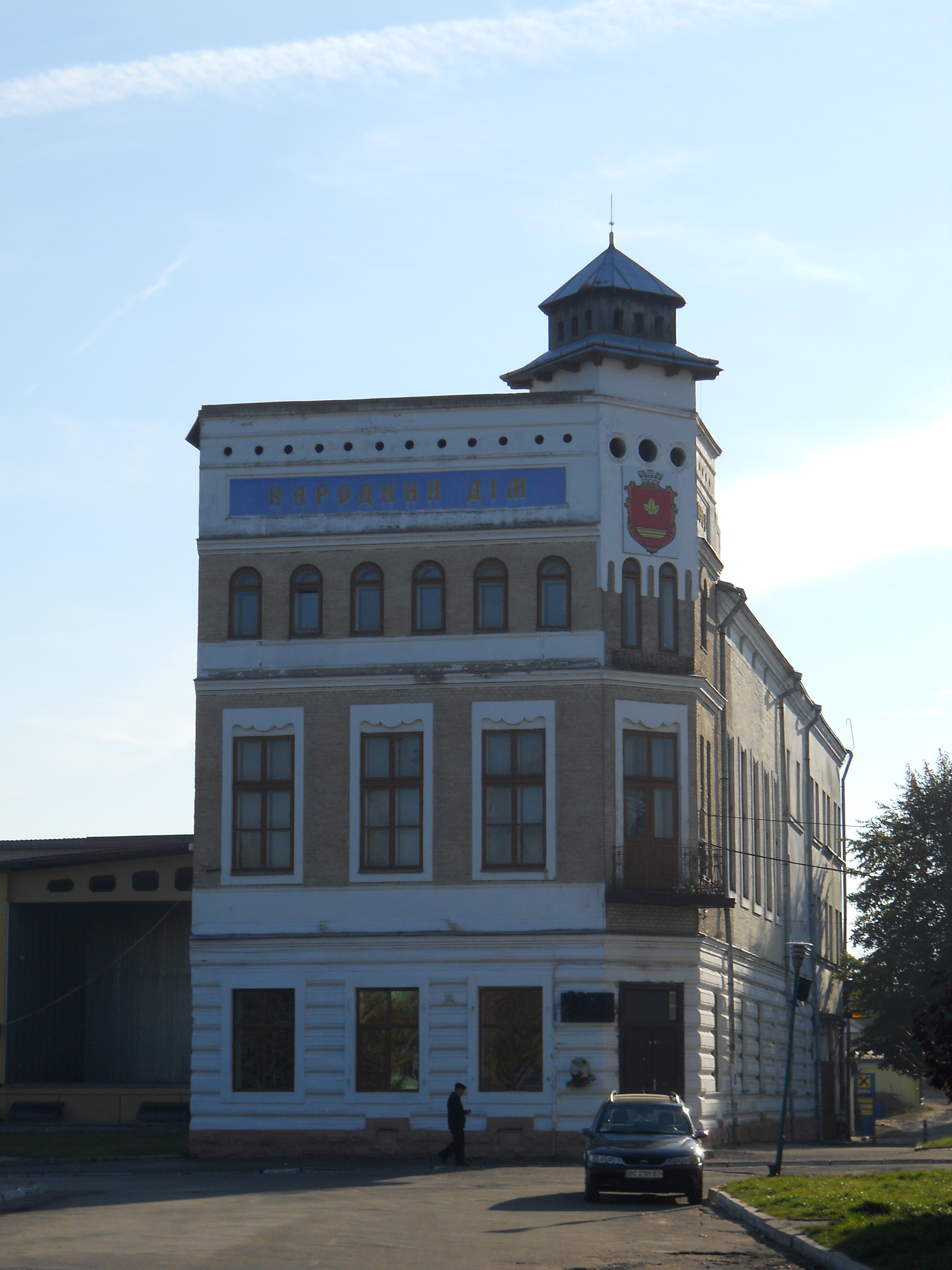
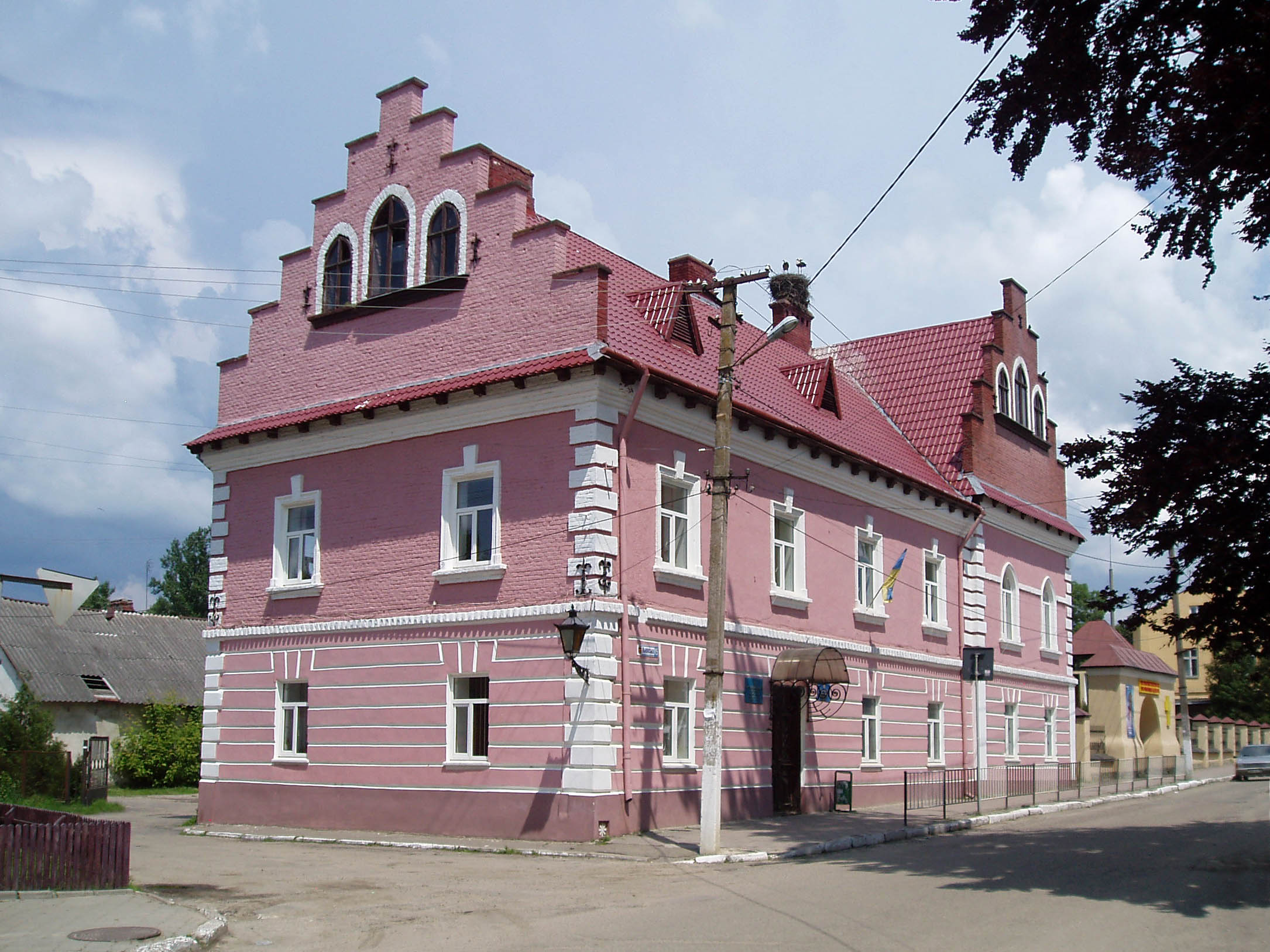
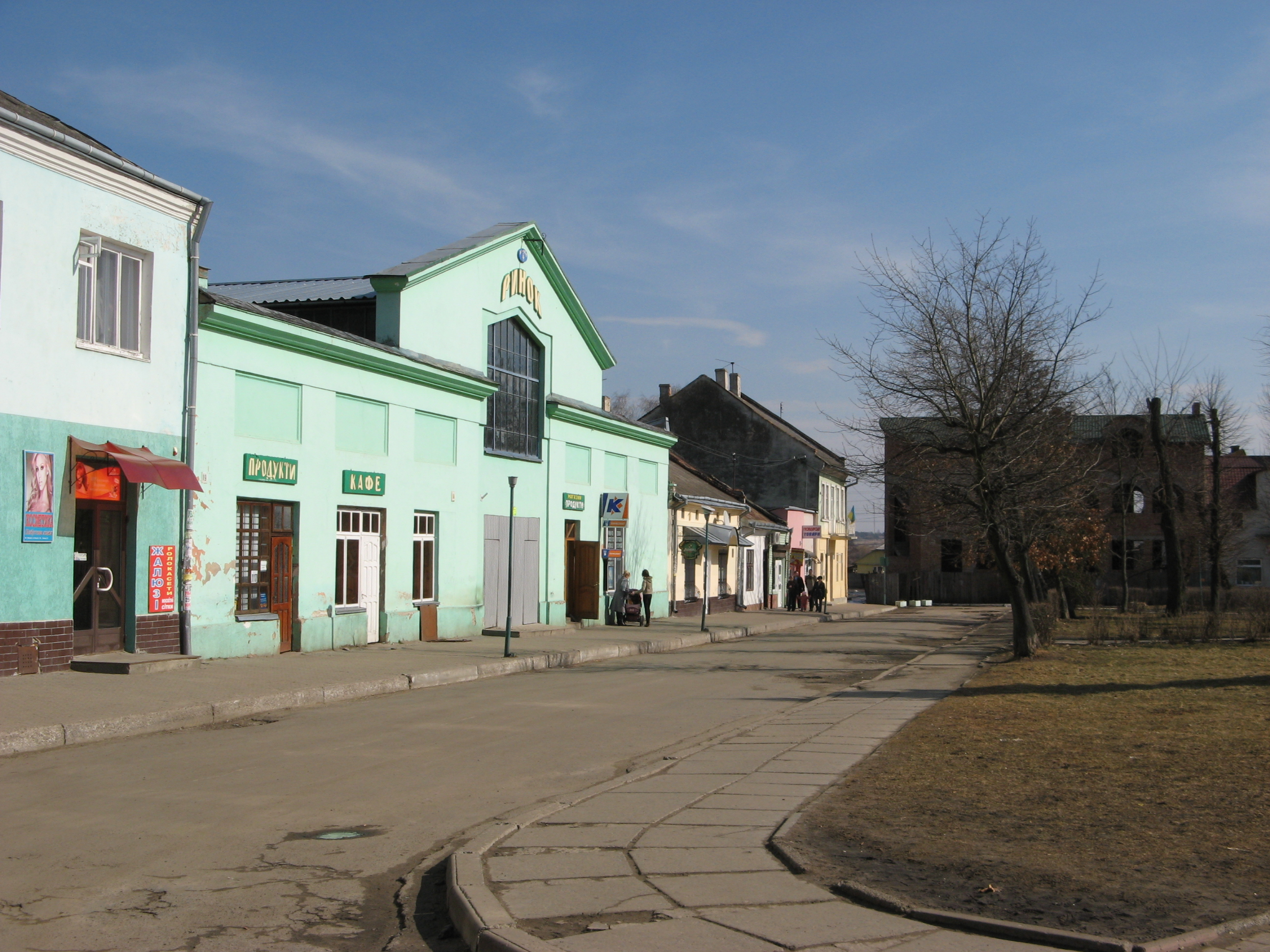
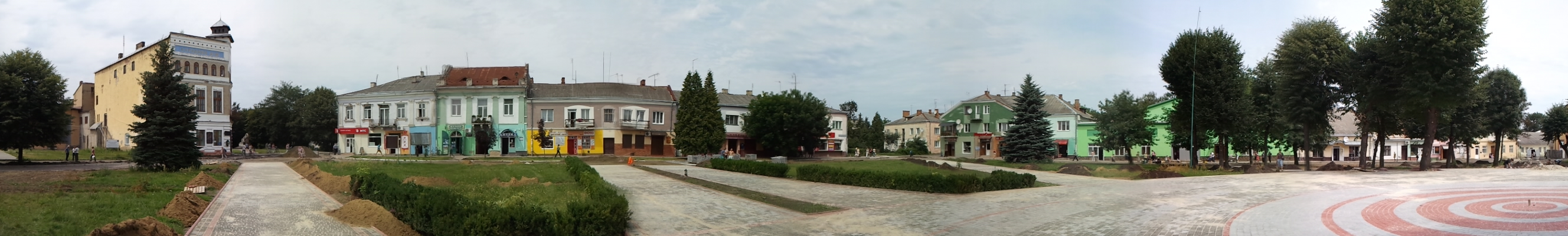
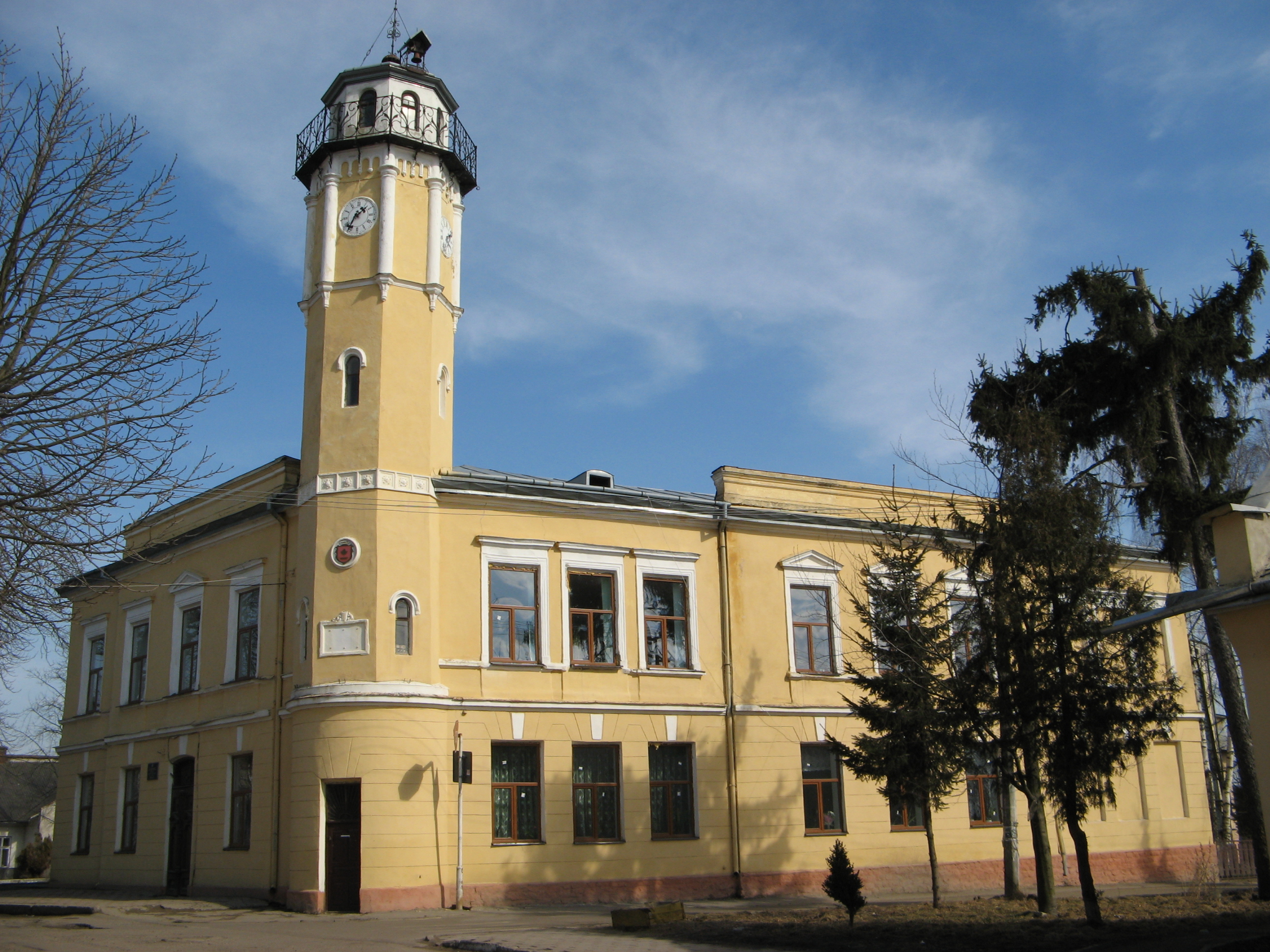
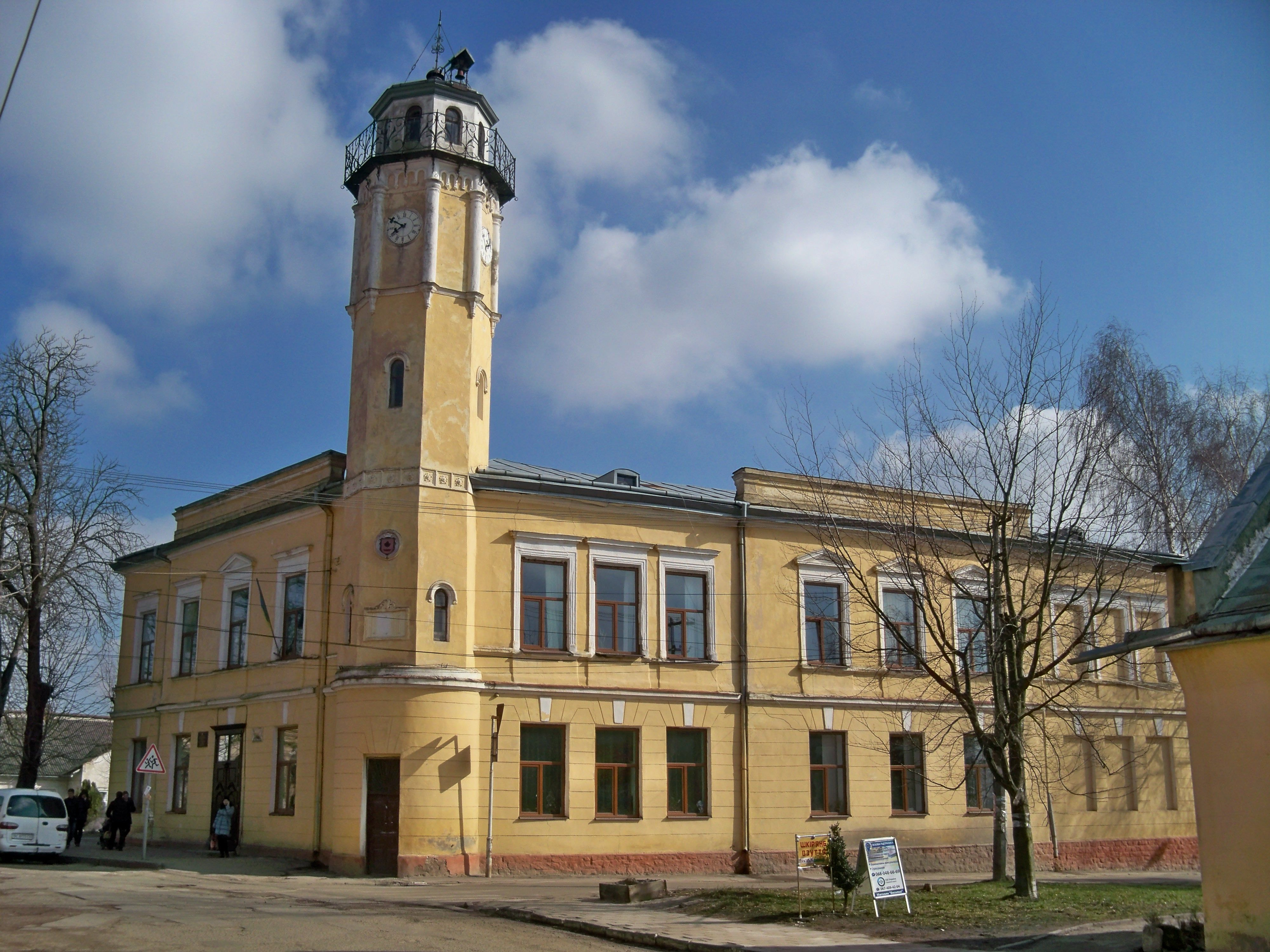
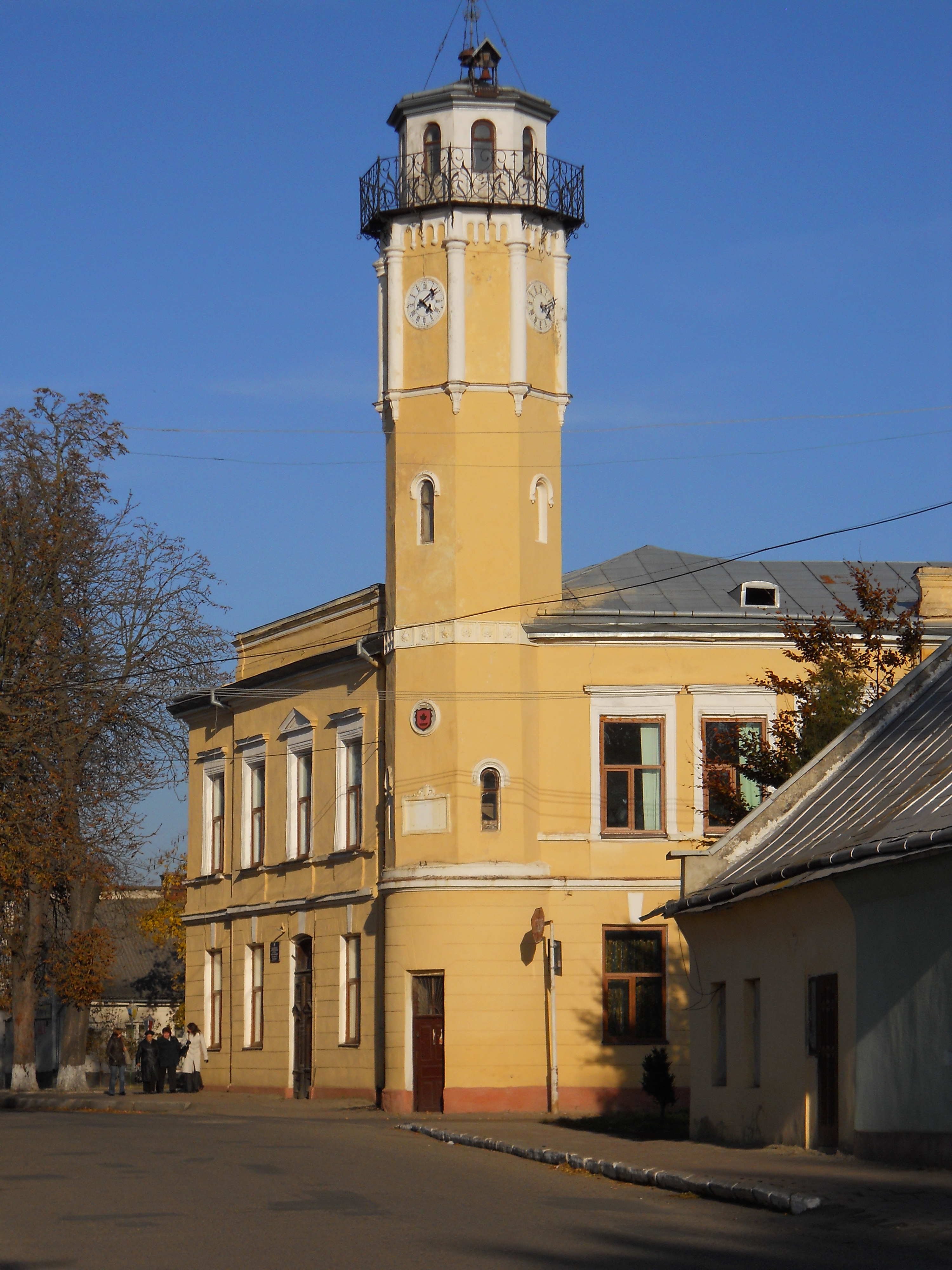

## 友好城市
- 波蘭 雅罗斯瓦夫（2006年）
- 波蘭 文戈熱沃
- 波蘭 盧巴丘夫
- 立陶宛 特拉凱